# Strass im Zillertal
Strass im Zillertal je obec v Rakousku ve spolkové zemi Tyrolsko v okrese Schwaz.
Žije zde 846 obyvatel (1. 1. 2011).

## Osobnosti spojené s obcí
- Alois Leitner (*1924), politik, obecní rada